# مید (کلرادو)
مید (به انگلیسی: Mead) شهری در ایالت کلرادو کشور ایالات متحده آمریکا است که جمعیت آن در سرشماری سال ۲۰۱۰ میلادی، ۳٬۴۰۵ نفر بوده‌است.